# جمال تلمسانی
جمال تلمسانی (انگلیسی: Djamel Tlemçani؛ زادهٔ ۱۶ آوریل ۱۹۵۵) یک بازیکن فوتبال اهل الجزایر است.
از باشگاه‌هایی که در آن بازی کرده‌است می‌توان به استاد رنس، باشگاه فوتبال شباب بلوزداد، رن، و باشگاه فوتبال لوریان اشاره کرد. وی عضو تیم ملی فوتبال الجزایر در جام جهانی فوتبال ۱۹۸۲ بوده است.